# Dragoș Șeuleanu
Dragoș Ștefan Șeuleanu (n. 29 ianuarie 1962, București, România – d. 19 iunie 2025) a fost un doctor în știinte economice și afaceri internaționale, manager, jurnalist de radio, expert în transfer de cunoaștere.  A fost președinte-director general al Societății Române de Radiodifuziune (2001-2005), vice-președinte si președinte interimar al Camerei de Comerț și Industrie a României. Din anul 2014, este director executiv al Magurele High Tech Cluster (MHTC), parte a Extreme Light Infrastructure (ELI-NP), proiect european de cercetare științifică avansată (Măgurele, România) care încorporează cel mai puternic laser din lume - 10 PW (10% din energia soarelui care ajunge pe Planeta Pământ). Din august 2019, a fost coordonatorul Colectivului de comunicare, transfer tehnologic și cluster al Centrul ELI-NP.

## Educație
Între anii 1981 - 1985 urmează Facultatea Economia Industriei, Construcțiilor și Transporturilor la Academia de Studii Economice.
În august 1991, participă la Programul Internațional de Pregătire Profesională „Managementul posturilor de radio”, organizat de postul de radio Vocea Americii (Washington D.C.). În 1993, a absolvit cursul de management pentru posturi publice de radio, organizat de BBC. 
Între septembrie 1993 – septembrie 1995 studiază managementul la programul post - universitar Executive Master of Business Administration (EMBA) în cadrul școlii de Afaceri Româno – Americane, realizat de University of Washington (Statul Washington, SUA) și Academia de Studii Economice (România), primul program EMBA din Europa Centrală și de Est. 
Din anul 2022 a fost Doctor in Știinte Economice și Afaceri Internaționale. Tema cercetărilor a fost: „Un nou model de afaceri al infrastructurilor științifice la scară largă, îmbunătățit prin comunicare publică” (Academia de Studii Economice din București – Facultatea de Economie și Afaceri Internaționale și ELI-NP, laserul de mare putere de la Măgurele, ROMÂNIA).  

## Poziții ocupate, activitate, responsabilități
În perioada 1985 – 1990, a fost economist la Compania de Construcții Căi Ferate (CCCF).
Din 29 ianuarie 1990, devine ziarist la Radiodifuziune la Redacția emisiunilor pentru tineret-copii, Departamentul Știință-Învățământ (până în decembrie 1990). 
Emisiunile care l-au impus ca ziarist la nivel național au fost: Tradiții și valori culturale pe pământ românesc, destinată prezentării obiceiurilor populațiilor ce conviețuiesc pe teritoriul țării, care a fost inclusă în Carta Albă a României pentru Consiliul Europei și Cafeneaua oamenilor de afaceri, în care a susținut afirmarea noii clase antreprenoriale din România. A transmis corespondențe de la convențiile Partidului Republican și ale Partidului Democrat (SUA) din 2000 si 2004. A fost corespondent al SRR pe portavionul american Abraham Lincoln.
A urmat o carieră ascentă ca manager al Radiodifuziune, fiind redactor șef adjunct, Direcția Programe (decembrie 1990 - aprilie 1994), director, Direcția Resurse Umane (aprilie 1994 - mai 1996), secretar general (mai 1996 - noiembrie 1999) și director general executiv al Radiodifuziunii (noiembrie 1999 – decembrie 2001). În anul 1993 a fost unul din inițiatorii Târgului de Carte Gaudeamus.  
Între anii 1992-1994, este ales membru în Consiliul științific al Centrului European de Studii în Probleme Etnice și Comunicare Socială al Academiei Române.
În februarie 1996, a devenit membru fondator al Asociației Profesioniștilor în Relații Publice, iar în martie, același an, a devenit membru fondator al Grupului Demostene pentru jurnaliști specializați în cooperarea culturală - la inițiativa Centrului European pentru Studii de Comunicare în domeniul Etnic și Social al Academiei Române. Devine membru fondator al Forumului pentru Societatea Informațională; în calitate de secretar pentru relația cu mass-media (1997).
La 4 octombrie 1998, participă, la Boston, SUA, la Convenția anuală a Asociației Internaționale a Agențiilor de Monitorizare, unde SRR, prin Agenția de Presă RADOR, este aleasă membru al Asociației Internaționale a Agențiilor de Monitorizare. El devine, astfel, reprezentantul Societății Române de Radiodifuziune la Asociația Internațională a Agenților de Monitorizare din SUA.
Este ales in funcția de președinte al Uniunii Naționale a Creatorilor de Eimisiuni de Radio din România (UNCER), în același an devenind și membru fondator al Asociației Transparency International – România (1999).
În octombrie 1999, prin votul Parlamentului, a fost ales membru al Consiliului de Administrație al Societății Române de Radiodifuziune, însă în noiembrie 1999, a fost numit diector general executiv al Societății Române de Radiodifuziune. 
În anul 2000, a fost ales președinte al Comitetului Sud-Est European pentru Radio și TV al Asociației Jurnaliștilor Europeni (SEEMO) – afiliat Institutului Internațional de Presă. În același an, la 10 februarie, a fost ales vicepreședinte al Uniunii Ziariștilor Profesioniști și a devenit membru al Institutului Internațional de Presă (IPI). În martie 2000, este ales membru de onoare al Fundației Revistei Jandarmeriei și devine Consilier onorific al Ministrului de Inteme. În noiembrie 2000, este ales membru onorific al Academiei Oamenilor de Stiință și vicepreședinte al forumului Societății Informaționale al Academiei Române.
Parlamentul României a aprobat in decembrie 2001 numirea lui Dragoș Șeuleanu în funcția de director general interimar al SRR, iar din 17 aprilie 2002 a fost ales în funcția de președinte - director general al Societății Române de Radiodifuziune. Îîn anul 2002 a fost ales membru al Consiliului de Administrație EBU (European Broadcasting Union).
În octombrie 2003, SRR a organizat la București conferința internațională: Cum să garantăm independența posturilor publice de radio și de televiziune într-o societate democratică, parteneri fiind Consiliul Europei, Uniunea Europeană de Radio și Televiziune, Institutul Internațional pentru Presă și posturile de radio: Deutsche Welle, Radio France, Radio France International, Radio Polonia, Radio Bulgaria, Radio Ungaria, Vocea Rusiei, Radio Ucraina, Radio Slovacia, Radio Turcia și Radio Grecia.
În octombrie 2004, a organizat, la Washington, conferința internațională „SUA – România: Noi aliați, noi provocări, în colaborare cu Centrul Internațional de Studii Strategice și Internaționale (CSIS) – The Project for the New Democracies
În anii 2004 – 2005 a fost ales vicepreședinte al Clubului Român de Presă și tot în această perioadă a derulat un amplu proces de modernizare tehnologica si informatizare a SRR.
După încetarea mandatului de președinte al SRR, în 14 iunie 2005, a devenit președinte al Fundației pentru Democrație, Cultură și Libertate.
În perioada 2005 – 2007, a fost cadru didactic asociat la Facultatea de Management, Academia de Studii Economice, București – cursul „Managementul crizei”, pentru programul de masterat destinat managerilor din sistemul de sănătate. 
În anii 2005-2006, a conceput și dezvoltat proiectul portalului de informare locală și națională “News365”, iar în 2006, a prezentat, un studiu de caz “Relația dintre comunitatea oamenilor de afaceri și administrația publică locală”, la Fairfax, Virginia, SUA.
În anul 2006, a devenit cercetător asociat la Centrul Strategic pentru Studii Internaționale, Programul Noile Democrații – Washington D.C., SUA, a fost implicat în proiectul „Internaționalizarea IMM-urilor” – strategii propuse de Camera de Comerț și Industrie a României, George Mason University, SUA.
În 2008, a îndeplinit funcția de președinte al Consiliului Inovării – Autoritatea Națională pentru Cercetare Științifică.
În septembrie 2008, a organizat, în SUA, Conferința “Care sunt așteptările Europei de Est de la următorul președinte al SUA”, iar la București, Conferința “Securitatea Europei Centrale: Putere, Cercetare, Piețe și Influența Internatională”.
Din anul 2014 este Director Executiv în cadrul Magurele High Tech Cluster, parte a Extreme Light Infrastructure (ELI-NP), proiect european de cercetare științifică.
În perioada mandatului de PDG al SRR a fost acuzat de parlamentari și o parte dintre angajați că a utilizat impropriu fondurile instituției. La solicitarea sa, Direcția Națională Anticorupție (DNA) a anchetat cazul în perioada 2006 - 2009 acuzațiile de corupție care i-au fost aduse în timpul mandatului de la Radio România. DNA a emis in 6 octombrie 2009 Rezoluția nr.3/P/2006 prin care a fost soluționat dosarul supus anchetei. Concluzia: toate acuzațiile au fost nefondate.

## Activitate de cercetare
Între anii 1985-1990, a realizat activitate de cercetare în terminologie tehnico-științifică, semiotică economică și comunicare socială (cercetător asociat la Institutul de Lingvistică al Academiei Române).
În perioada 1990-2003, a fost cercetător asociat, la Centrul European de Studii în Probleme Etnice (CESPE) – Academia Română, comunicare publică.
Între 2002 și 2007 a studiat managementul companiilor inovative (parte a unei echipe de cercetare a Academiei de Studii Economice din București), iar din 2015, a realizat cercetare științifică pentru teza de doctorat privind Proiectul ELI-NP.

## Publicații
În anul 1999, împreună cu regretata Carmen Dumitriu – constanta sa parteneră de emisiuni radiofonice, a publicat volumul intitulat „Amintirile mitropolitului Antonie Plămădeală.
Este coautor al ghidului pentru implementarea în România a conceptului de cluster inovativ – INOVCLUSTER, publicat în 2009, rezultat al proiectului „Dezvoltarea conceptului de pol tehnologic în plan regional și a clusterelor din rețele regionale, suport al creșterii competititvității operatorilor economici din industria construcțiilor de mașini”, proiect finanțat de Ministerul Economiei prin Programul Operational de Creșterea Competitivității

## Premii și distincții
Printre premiile și distincțiile obținute se află, în aprilie 1984, la Timișoara, primirea Premiului I pe țară pentru cercetare științifică studențească, Secțiunea economia industriei, construcțiilor și transporturilor.
La 27 ianuarie 1995, premiul „Tânărul European pentru anul 1994”, îi era acordat de Delegația Comisiei Europene în România, care își propunea să recompenseze cele mai consistente și interesante propuneri pentru prezentarea Uniunii Europene cetățenilor români. Premiul a constat într-o excursie de documentare la sediul din Bruxelles al Uniunii Europene (Comisia Europeană și Parlamentul European). 
În octombrie 1999, Dragoș Șeuleanu primea diploma și medalia aniversară din partea Partidei Romilor, cu ocazia împlinirii a zece ani de la Revoluția română din decembrie 1989. Tot din anul 1999, este ales Cetățean de Onoare al Municipiului Sighetu Marmației, Județul Maramureș
În 2003, cu prilejul împlinirii a 75 de ani de radiofonie românească, Președintele României l-a decorat cu Ordinul Național „Serviciul Credincios” în grad de Cavaler.